# Jaime Bailón
Jaime Bailón Galindo (nascido em 3 de janeiro de 1978) é um nadador paralímpico espanhol. Representou a Espanha nos Jogos Paralímpicos de Verão de 2012 em Londres.